# Liste der Bischöfe von Pula
Die folgenden Personen waren Bischöfe von Pula (Kroatien):
- Venerio (502)
- Antonius (510–547)
- Isacius (547–576)
- Hadrianus (576–590)
- Maximus (590–595)
- Peter I. (596–613)
- Cyprianus (613–649)
- Potentius (Potentinus) (649–680)
- Cyriacus (680–688)
- Peter II. (688–698)
- Peter III. (723–725)
- Theodor (804)
- Aemilianus (804–806)
- Fortunatus (806–810)
- Johannes I. (813–857)
- Handegisius (857–862)
- Gerboldus I. (862–870)
- Werner I. (870–898)
- Berthold (898–907)
- Johannes II. (907–933)
- Gaspaldus (961–966)
- Gerboldus II. (967–997)
- Bertaldus (997–1015)
- Johannes III. (1031–1060)
- Megingoldo (1060–1075)
- Adamantes (1075–1106)
- Eberardo (1106–1118)
- Hellenardus (1118–1130)
- Peter IV. (1130–1149)
- Anfred (1149–1150)
- Werner II. (1152–1154)
- Rudolf I. (1154–1166)
- Philipp (1166–1180)
- Peter V. (1180–1194)
- Prodan (1194–1196)
- Johannes IV. (1196–1199)
- Ubaldo (1199–1204)
- Friedrich (1204–1210)
- Pulcherio (1210–1218)
- Johannes V. (1218–1220)
- Robert (1220)
- Heinrich (1220–1237)
- Gulielmo (1238–1266)
- Julije I. (1266–1282)
- Johannes VI. (1282)
- Matteo I. Castropolis (1285–1302)
- Oddo de Sala (1302–1308)
- Hugo (1308–1325)
- Antonio II. (1325–1328)
- Guido I. (1328–1331)
- Sergio (1331–1342)
- Gracija (Bonagratia) (1342–1348)
- Leonardo de Cagnoli (1348–1353)
- Benedikt (1353–1360)
- Nikola de Finolis Foscarini (1360–1382)
- Gvido II. Memo (1383–1409)
- Bartolomeo (1409–1410)
- Blaž de Molino (1410–1420)
- Tommaso Tommasini Paruta (1420–1423)
- Francesco I. Franceschi (1423–1426)
- Dominik de Luschi (1426–1451)
- Moyses Buffonelli (Buffarelli) (1451–1465)
- Ivan VII. Dremano (1465–1475)
- Michael Orsini (1475–1497)
- Altobello de Averoldis (1497[1]–1531)
- Ivan Krst. Vergerio (1532–1548)
- Antun III. Elio (1548–1566)
- Matteo II. Barbabianca (1567–1582)
- Klaudije Sozomenos (1583–1605)
- Kornelije Sozomenos (1605–1618)
- Uberto Testa (1618–1623)
- Innocenzo Serpa (1624)
- Rodolfo II. Rodolfi Sforza (1625–1626)
- Giulio II. Saraceno (1627–1640)
- Marin Badoer (1641–1648)
- Alojzije Marcello (1653–1661)
- Gaspar Cattaneo (1661–1663)
- Ambrosio Fracassini (1663)
- Bernardin Corniani (1664–1689)
- Eleonoro Pagello (1689–1695)
- Josip Marija Bottari (1695–1729)
- Lelio Valentino Contessini-Ettorio (1729–1732)
- Ivan Andrija Balbi (1732–1771)
- Franjo Polesini (1772–1778)
- Ivan Dominik Juras (1778–1802)

Weiterführende Liste unter Liste der Bischöfe von Poreč